# Beregazzo con Figliaro
Beregazzo con Figliaro là một đô thị ở tỉnh Como trong vùng Lombardia, có cự ly khoảng 35 km về phía tây bắc của Milano và khoảng 11 km về phía tây nam của Como. Tại thời điểm ngày 31 tháng 12 năm 2004, đô thị này có dân số 2.387 người và diện tích là 3,8 km².
Beregazzo con Figliaro giáp các đô thị: Appiano Gentile, Binago, Castelnuovo Bozzente, Lurate Caccivio, Olgiate Comasco, Oltrona di San Mamette, Solbiate.